# Conseil d'Oman
Le Conseil d'Oman (en arabe : مجلس عُـمان romanisé : Majlis euman) est l'organe législatif bicaméral du sultanat d'Oman. Il est composé :
- d'une chambre haute, le Conseil d'État ;
- d'une chambre basse, le Conseil consultatif.